# Campionat d'Europa de bàsquet masculí de 1957
L'edició X del Campionat d'Europa de bàsquet masculí se celebrà a Bulgària del 20 de maig al 30 de juny del 1957. El campionat comptà amb la participació de 16 seleccions nacionals.

## Grups
Els setze equips participants foren dividits en quatre grups de la forma següent:
| Grup A         | Grup B         | Grup C   | Grup D    |
| -------------- | -------------- | -------- | --------- |
| Albània        | Àustria        | Bulgària | Bèlgica   |
| Iugoslàvia     | Polònia        | RFA      | Finlàndia |
| Escòcia        | Unió Soviètica | França   | Romania   |
| Txecoslovàquia | Turquia        | Itàlia   | Hongria   |

## Primera fase

### Grup A
| Equip          | J | G | P | T+  | T-  | DT   | PTS |
| -------------- | - | - | - | --- | --- | ---- | --- |
| Txecoslovàquia | 3 | 3 | 0 | 273 | 142 | +131 | 6   |
| Iugoslàvia     | 3 | 2 | 1 | 244 | 175 | +69  | 5   |
| Escòcia        | 3 | 1 | 2 | 148 | 159 | -111 | 4   |
| Albània        | 3 | 0 | 3 | 136 | 225 | -89  | 3   |

#### Resultats[2]
| Data     | Partit         | Partit | Partit     | Resultat |
| -------- | -------------- | ------ | ---------- | -------- |
| 20.05.57 | Txecoslovàquia | -      | Escòcia    | 123-44   |
| 20.05.57 | Albània        | -      | Iugoslàvia | 57-89    |
| 21.05.57 | Iugoslàvia     | -      | Escòcia    | 94-39    |
| 21.05.57 | Txecoslovàquia | -      | Albània    | 71-37    |
| 22.05.57 | Escòcia        | -      | Albània    | 65-42    |
| 22.05.57 | Txecoslovàquia | -      | Iugoslàvia | 79-61    |

### Grup B
| Equip          | J | G | P | T+  | T-  | DT   | PTS |
| -------------- | - | - | - | --- | --- | ---- | --- |
| Unió Soviètica | 3 | 3 | 0 | 270 | 158 | +112 | 6   |
| Polònia        | 3 | 2 | 1 | 188 | 171 | +17  | 5   |
| Turquia        | 3 | 1 | 2 | 179 | 192 | -13  | 4   |
| Àustria        | 3 | 0 | 3 | 133 | 249 | -116 | 3   |

#### Resultats
| Data     | Partit         | Partit | Partit  | Resultat |
| -------- | -------------- | ------ | ------- | -------- |
| 20.05.57 | Unió Soviètica | -      | Àustria | 107-38   |
| 20.05.57 | Polònia        | -      | Turquia | 55-50    |
| 21.05.57 | Turquia        | -      | Àustria | 80-57    |
| 21.05.57 | Unió Soviètica | -      | Polònia | 83-71    |
| 22.05.57 | Àustria        | -      | Polònia | 38-62    |
| 22.05.57 | Unió Soviètica | -      | Turquia | 80-49    |

### Grup C
| Equip    | J | G | P | T+  | T-  | DT   | PTS |
| -------- | - | - | - | --- | --- | ---- | --- |
| Bulgària | 3 | 3 | 0 | 239 | 155 | +84  | 6   |
| França   | 3 | 2 | 1 | 196 | 165 | +31  | 5   |
| Itàlia   | 3 | 1 | 2 | 177 | 185 | -8   | 4   |
| RFA      | 3 | 0 | 3 | 149 | 256 | -107 | 3   |

#### Resultats
| Data     | Partit   | Partit | Partit | Resultat |
| -------- | -------- | ------ | ------ | -------- |
| 20.05.57 | Bulgària | -      | RFA    | 100-58   |
| 20.05.57 | Itàlia   | -      | França | 59-61    |
| 21.05.57 | Bulgària | -      | Itàlia | 72-45    |
| 21.05.57 | França   | -      | RFA    | 83-39    |
| 22.05.57 | Bulgària | -      | França | 67-52    |
| 22.05.57 | Itàlia   | -      | RFA    | 73-52    |

### Grup D
| Equip     | J | G | P | T+  | T-  | DT  | PTS |
| --------- | - | - | - | --- | --- | --- | --- |
| Hongria   | 3 | 3 | 0 | 200 | 154 | +46 | 6   |
| Romania   | 3 | 2 | 1 | 205 | 183 | +22 | 5   |
| Finlàndia | 3 | 1 | 2 | 187 | 207 | -20 | 4   |
| Bèlgica   | 3 | 0 | 3 | 169 | 217 | -48 | 3   |

#### Resultats
| Data     | Partit    | Partit | Partit    | Resultat |
| -------- | --------- | ------ | --------- | -------- |
| 20.05.57 | Hongria   | -      | Romania   | 66-65    |
| 20.05.57 | Finlàndia | -      | Bèlgica   | 76-74    |
| 21.05.57 | Hongria   | -      | Finlàndia | 50-39    |
| 21.05.57 | Bèlgica   | -      | Romania   | 45-57    |
| 22.05.57 | Romania   | -      | Finlàndia | 83-72    |
| 22.05.57 | Hongria   | -      | Bèlgica   | 84-50    |

## Fase final

### Grup de consolació
| Equip     | J | G | P | T+  | T-  | DT   | PTS |
| --------- | - | - | - | --- | --- | ---- | --- |
| Turquia   | 7 | 7 | 0 | 525 | 364 | +161 | 14  |
| Itàlia    | 7 | 6 | 1 | 500 | 350 | +150 | 13  |
| Finlàndia | 7 | 5 | 2 | 499 | 435 | +64  | 12  |
| Bèlgica   | 7 | 4 | 3 | 473 | 461 | +12  | 11  |
| RFA       | 7 | 3 | 4 | 342 | 364 | -22  | 10  |
| Àustria   | 7 | 2 | 5 | 342 | 364 | -22  | 9   |
| Escòcia   | 7 | 1 | 6 | 368 | 492 | -124 | 8   |
| Albània   | 7 | 0 | 7 | 340 | 559 | -219 | 7   |

#### Resultats
| Data     | Partit    | Partit | Partit   | Resultat |
| -------- | --------- | ------ | -------- | -------- |
| 23.06.57 | Itàlia    | -      | Bèlgica  | 91-50    |
| 23.06.57 | Finlàndia | -      | RFA      | 61-47    |
| 23.06.57 | Escòcia   | -      | Albània  | 69-56    |
| 23.06.57 | Turquia   | -      | Àustria  | 59-42    |
| 24.06.57 | Turquia   | -      | Bèlgica' | 83-70    |
| 24.06.57 | Finlàndia | -      | Turquia  | 53-51    |
| 24.06.57 | RFA       | -      | Albània  | 72-43    |
| 24.06.57 | Escòcia   | -      | Itàlia   | 47-91    |
| 25.06.57 | RFA       | -      | Itàlia   | 37-57    |
| 25.06.57 | Turquia   | -      | Escòcia  | 100-54   |
| 25.06.57 | Àustria   | -      | Bèlgica  | 58-70    |
| 25.06.57 | Finlàndia | -      | Albània  | 91-42    |
| 26.06.57 | Finlàndia | -      | Bèlgica  | 84-67    |
| 26.06.57 | Àustria   | -      | Escòcia  | 48-47    |
| 26.06.57 | Albània   | -      | Itàlia   | 42-82    |
| 26.06.57 | RFA       | -      | Turquia  | 33-54    |
| 28.06.57 | Finlàndia | -      | Itàlia   | 87-97    |
| 28.06.57 | Albània   | -      | Turquia  | 64-97    |
| 28.06.57 | Àustria   | -      | RFA      | 55-58    |
| 28.06.57 | Bèlgica   | -      | Escòcia  | 76-51    |
| 29.06.57 | Turquia   | -      | Itàlia   | 57-50    |
| 29.06.57 | Bèlgica   | -      | RFA      | 50-46    |
| 29.06.57 | Finlàndia | -      | Escòcia  | 72-56    |
| 29.06.57 | Albània   | -      | Àustria  | 45-58    |
| 30.06.57 | Finlàndia | -      | Turquia  | 51-75    |
| 30.06.57 | Bèlgica   | -      | Albània  | 90-48    |
| 30.06.57 | Itàlia    | -      | Àustria  | 32-30    |
| 30.06.57 | Escòcia   | -      | RFA      | 44-49    |

### Grup final
| Equip          | J | G | P | T+  | T-  | DT   | PTS |
| -------------- | - | - | - | --- | --- | ---- | --- |
| Unió Soviètica | 7 | 7 | 0 | 537 | 409 | +128 | 14  |
| Bulgària       | 7 | 6 | 1 | 510 | 456 | +54  | 13  |
| Txecoslovàquia | 7 | 5 | 2 | 505 | 458 | +47  | 12  |
| Hongria        | 7 | 4 | 3 | 480 | 433 | +47  | 11  |
| Romania        | 7 | 3 | 4 | 440 | 462 | -22  | 10  |
| Iugoslàvia     | 7 | 2 | 5 | 476 | 584 | -108 | 9   |
| Polònia        | 7 | 1 | 6 | 456 | 518 | -62  | 8   |
| França         | 7 | 0 | 7 | 417 | 501 | -84  | 7   |

#### Resultats
| Data     | Partit         | Partit | Partit         | Resultat |
| -------- | -------------- | ------ | -------------- | -------- |
| 23.06.57 | França         | -      | Unió Soviètica | 53-83    |
| 23.06.57 | Txecoslovàquia | -      | Hongria        | 65-62    |
| 23.06.57 | Polònia        | -      | Romania        | 66-70    |
| 23.06.57 | Bulgària       | -      | Iugoslàvia     | 99-76    |
| 24.06.57 | Polònia        | -      | Hongria        | 63-77    |
| 24.06.57 | França         | -      | Romania        | 45-65    |
| 24.06.57 | Unió Soviètica | -      | Iugoslàvia     | 97-61    |
| 24.06.57 | Bulgària       | -      | Txecoslovàquia | 82-80    |
| 25.06.57 | Polònia        | -      | Bulgària       | 69-74    |
| 25.06.57 | Romania        | -      | Hongria        | 61-76    |
| 25.06.57 | França         | -      | Iugoslàvia     | 72-75    |
| 25.06.57 | Unió Soviètica | -      | Txecoslovàquia | 62-60    |
| 26.06.57 | Iugoslàvia     | -      | Txecoslovàquia | 74-95    |
| 26.06.57 | França         | -      | Hongria        | 58-81    |
| 26.06.57 | Unió Soviètica | -      | Polònia        | 86-64    |
| 26.06.57 | Romania        | -      | Bulgària       | 54-67    |
| 28.06.57 | Iugoslàvia     | -      | Polònia        | 69-68    |
| 28.06.57 | Romania        | -      | Unió Soviètica | 63-87    |
| 28.06.57 | França         | -      | Txecoslovàquia | 62-64    |
| 28.06.57 | Hongria        | -      | Bulgària       | 52-63    |
| 29.06.57 | França         | -      | Bulgària       | 65-68    |
| 29.06.57 | Txecoslovàquia | -      | Polònia        | 80-61    |
| 29.06.57 | Iugoslàvia     | -      | Romania        | 60-72    |
| 29.06.57 | Hongria        | -      | Unió Soviètica | 51-62    |
| 30.06.57 | Hongria        | -      | Iugoslàvia     | 81-61    |
| 30.06.57 | Txecoslovàquia | -      | Romania        | 61-55    |
| 30.06.57 | França         | -      | Polònia        | 62-65    |
| 30.06.57 | Bulgària       | -      | Unió Soviètica | 57-60    |

## Medaller
|                |          |                |
| Unió Soviètica | Bulgària | Txecoslovàquia |

## Classificació final[3]
| 1. - Unió Soviètica |
| 2. - Bulgària       |
| 3. - Txecoslovàquia |
| 4. - Hongria        |
| 5. - Romania        |
| 6. - Iugoslàvia     |
| 7. - Polònia        |
| 8. - França         |
| 9. - Turquia        |
| 10. - Itàlia        |
| 11. - Finlàndia     |
| 12. - Bèlgica       |
| 13. - RFA           |
| 14. - Àustria       |
| 15. - Escòcia       |
| 16. - Albània       |

## Trofeus individuals

### Millor jugador (MVP)
| MVP                         |
| Txecoslovàquia Jiri Baumruk |

### Màxims anotadors del campionat
|   | Jugador                        | Punts per partit | Punts | Partits jugats |
| - | ------------------------------ | ---------------- | ----- | -------------- |
| 1 | Bèlgica Eddy Terrace           | 26,4             | 220   | 9              |
| 2 | Turquia Yalcin Granit          | 21,3             | 213   | 10             |
| 3 | Bulgària Ilija Mirchev         | 17,5             | 175   | 10             |
| 4 | Txecoslovàquia Jiri Baumruk    | 16,9             | 169   | 10             |
| 5 | Txecoslovàquia Miroslav Skerik | 15,5             | 155   | 10             |

## Plantilla dels 4 primers classificats
Medalla d'or: Unió Soviètica Viktor Zubkov (jugador de bàsquet), Valdis Muiznieks, Maigonis Valdmanis, Guram Minaschvili, Yuri Ozerov, Mikhail Semyonov, Arkadi Bochkarev, Stasys Stonkus, Vladimir Torban, Algirdas Lauritėnas, Mart Laga, Mikhail Studenetski (Entrenador: Stepan Spandarian)
Medalla d'argent: Bulgària Viktor Radev, Georgi Panov, Ilija Mirchev, Ljubomir Panov, Cvjatko Barchovski, Petko Lazarov, Mikhail Semov, Georgi Kanev, Vladimir Ganchev, Metodi Tomovski, Konstantin Totev, Atanas Pejchinski (Entrenador: Ljudmil Katerinski)
Medalla de bronze: Txecoslovàquia Jiri Baumruk, Zdenek Bobrovsky, Miroslav Skerik, Jaroslav Sip, Dusan Lukasik, Zdenek Rylich, Jaroslav Tetiva, Lubomir Kolar, Milan Merkl, Jiri Tetiva, Jaroslav Chocholac, Nikolaj Ordnung (Entrenador: Gustav Hermann)
Quart lloc: Hongria Janos Greminger, Laszlo Toth, Tibor Zsiros, Laszlo Banhegyi, Janos Bencze, Janos Simon, Laszlo Gabanyi, Tibor Czinkan, Istvan Sahin-Toth, Ervin Keszey, Zoltan Judik, Pal Borbely, Istvan Liptai (Entrenador: Zoltan Csanyi)